# Porte en Chandellerue
La porte en Chandellerue ou Chandeleirue, mentionnée au XIIIe siècle, est une des nombreuses portes des remparts médiévaux de Metz. 

## Contexte historique

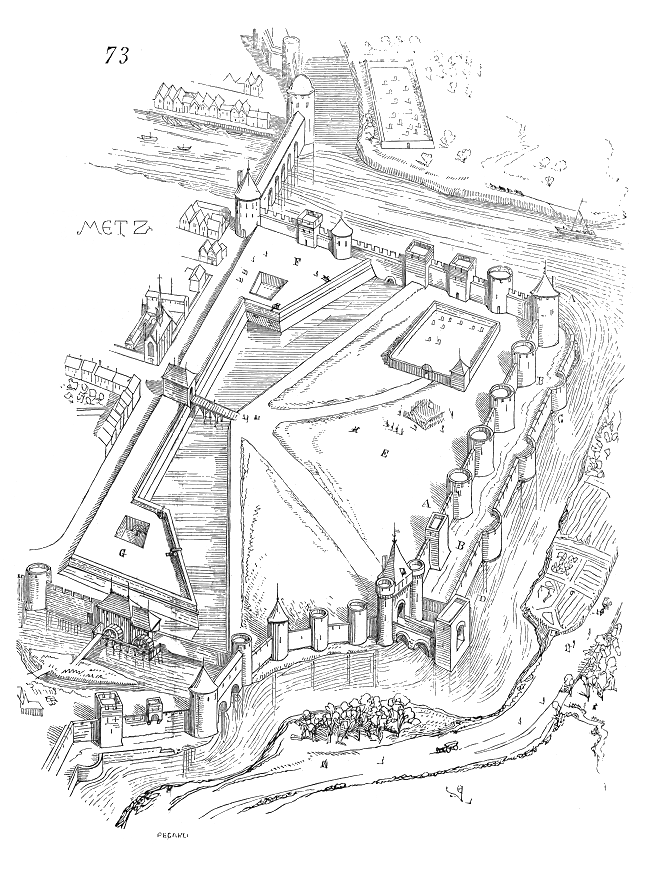
Porte en Chandellerue et Sainte-Barbe représentées, Sainte-Barbe est mise en évidence avec un pont, Chandellerue se situe trois tourelles plus au sud au confluent des douves face au moulin à eau

Aux IXe et Xe siècles, les fortifications de la cité sont renforcées, notamment par l’évêque Robert. Les remparts sont renforcés une première fois vers 1235. L’enceinte, de plus de 6 000 mètres de long, compte alors pas moins de trente-huit tours carrées ou rondes. La plupart portent le nom des corporations chargées de leur entretien. Une partie de cette enceinte est toujours visible le long de la Seille. En 1324, l’enceinte compte plus de dix-huit portes ou poternes : la porte Serpenoise, la porte Saint-Thiébaut, la porte en Chandellerue, la porte des Repenties, la poterne Saint-Nicolas, la porte Mazelle (à Maizelle), la porte des Allemands, la porte Sainte-Barbe, la porte du pont Dame-Colette, la porte du Haut-Champé, la porte de France, du Pont Rémond (ou Renmont) de la Saux-en-Rhimport, de Chambière, de l’Hôtel-lambert, d’Outre-seille, du Pontiffroy, du Pont des Morts, d’Anglemur et de Patar. L’enceinte médiévale est renforcée une seconde fois vers 1445, comme le rappelle la porte des Allemands.

## Construction et aménagements
Construite au XIIIe siècle, la porte en Chandellerue était fermée par une herse. 

## Affectations successives
Lors de la rénovation des remparts, son accès fut muré et les deux tours demi-rondes furent démantelées.